# 1802 w polityce

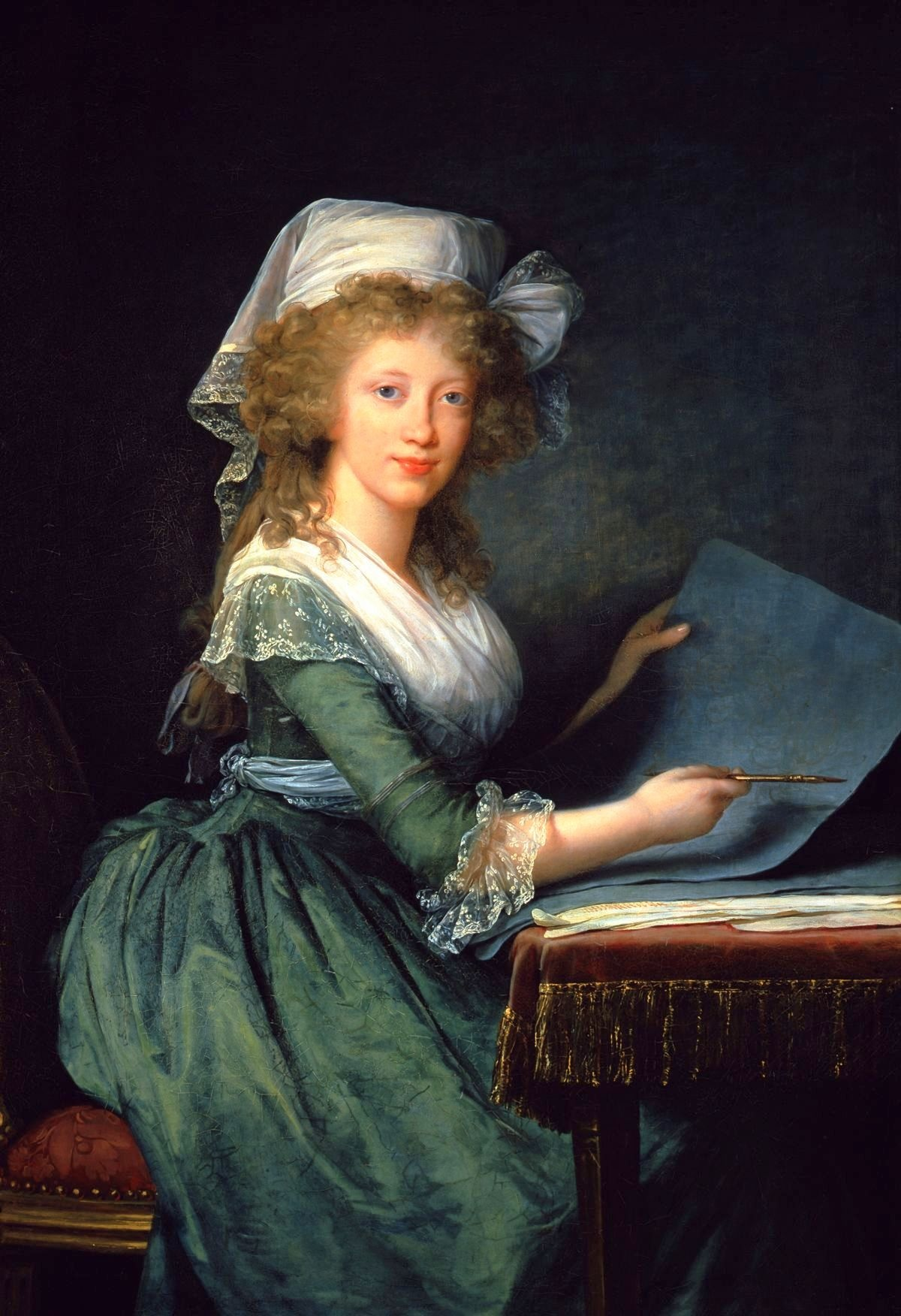
Luiza Maria Amelia Teresa Sycylijska

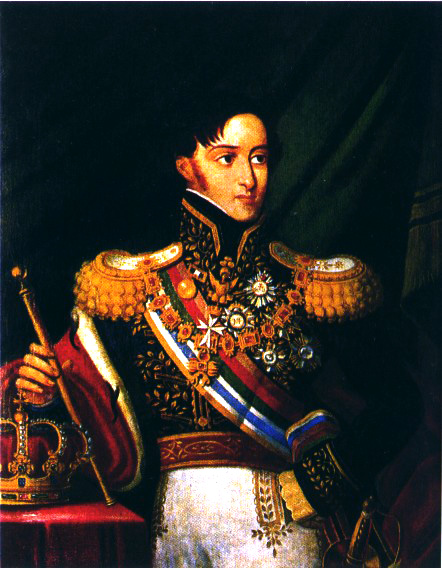
Michał I Uzurpator, król Portugalii

Wydarzenia polityczne w 1802 roku.

## Wydarzenia
- Ekspedycja francuska pod dowództwem generała Charles’a Leclerca na Saint-Domingue (Santo Domingo) celem stłumienia tamtejszego powstania. W wyprawie wzięli udział polscy legioniści[1] (dwie półbrygady wysłane 18 maja)[2].
- 2 sierpnia Napoleon Bonaparte dożywotnim konsulem[2]

## Urodzili się
- 26 lipca Mariano Arista, prezydent Meksyku w latach 1851-1853[3].
- 11 sierpnia Aleksander Ignacy Lubomirski, polski arystokrata i filantrop[4].
- 26 października Michał I Uzurpator, król Portugalii w latach 1828-1834[5].
- 7 grudnia Franciszek Karol Habsburg, austriacki arcyksiążę, ojciec Franciszka Józefa I[6].

## Zmarli
- 23 lipca María del Pilar Teresa Cayetana de Silva y Álvarez de Toledo, arystokratka hiszpańska i modelka Francisca Goi[7].
- 19 września Luiza Maria Amelia Teresa Sycylijska, księżniczka Obojga Sycylii.
- 29 października Władysław Jabłonowski, generał Legionów Polskich we Włoszech[8].
- 27 grudnia Johann Gottfried Brügelmann, niemiecki przemysłowiec[9].